# Pingasa porphyrochrostes
Pingasa porphyrochrostes är en fjärilsart som beskrevs av Louis Beethoven Prout 1922. Pingasa porphyrochrostes ingår i släktet Pingasa och familjen mätare. Inga underarter finns listade i Catalogue of Life.